# Georges de Tchqondidi
Georges de Tchqondidi (en géorgien : გიორგი ჭყონდიდელი, Guiorgui Tchqondideli ; mort vers 1118) est un religieux et un ministre géorgien célèbre pour avoir été le proche conseiller du roi David IV de Géorgie (r. 1089-1125).
Il sert comme archevêque de Tchqondidi (Tchqondideli) en Géorgie occidentale et joue sans doute un rôle dans la révolution de palais qui force Georges II à céder le pouvoir à son jeune et énergique fils David IV, gardant toutefois la position de co-roi. Georges de Tchqondidi est le tuteur et le père spirituel de David et est nommé par celui-ci Grand Chancelier de Géorgie (mtsignobart-oukhoutsessi) à la suite du conseil ecclésiastique de Rouissi-Ourbnissi de 1103. Par la suite, cette position (la plus importante à la cour royale) reste dans les mains des archevêques de Tchqondidi. 
Georges devient le principal allié de David dans ses réformes de l'Église et de l'État. Il supervise personnellement avec succès les reprises de Samchvilde (1110) et de Roustavi (1115) des mains des Turcs seldjoukides. En 1118, il accompagne le roi dans son voyage dans les terres qiptchaks pour négocier une alliance militaire entre les nomades du Nord Caucase et l'armée royale géorgienne. Il ne retourne toutefois jamais en Géorgie car il meurt en Alanie vers cette période. D'après les Chroniques géorgiennes, Georges « est pleuré comme un père et encore plus par le royaume entier et par le roi lui-même, qui porta les habits de deuil pendant quarante jours ». Il est enterré dans la cathédrale de Guelati. L'historien de l'art Gouram Abramichvili identifie Georges avec un saint représenté dans une fresque de l'église Sioni d'Ateni menant un rang de donneurs royaux.
Le 27 juin 2005, Georges de Tchqondidi est canonisé par le Catholicossat-Patriarcat de toute la Géorgie qui marque sa fête annuellement le 12 septembre.